# Wincenty Sewer Dembiński
Wincenty Sewer (Ferariusz) Dembiński herbu Rawicz – cześnik wiślicki w 1791 roku, wojski większy wiślicki w latach 1790-1791, miecznik wiślicki w latach 1789-1790, wojski mniejszy wiślicki w latach 1787-1789.
Był komisarzem Sejmu Czteroletniego z powiatu wiślickiego województwa sandomierskiego do szacowania intrat dóbr ziemskich w 1789 roku. W 1790 roku był członkiem Komisji Porządkowej Cywilno-Wojskowej województwa sandomierskiego dla powiatów wiślickiego i sandomierskiego.